# Karol Beffa

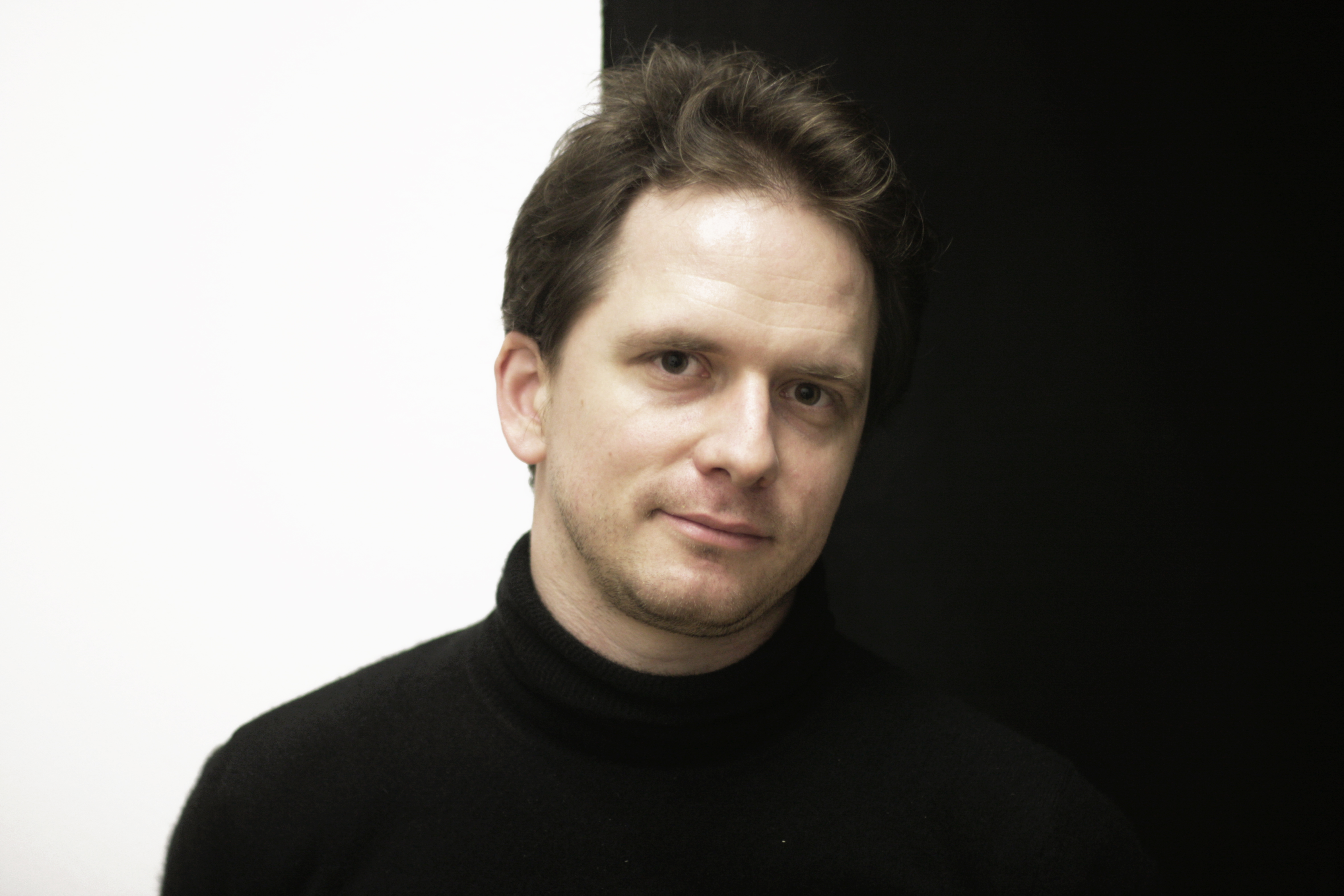
Karol Beffa, 2010

Karol Beffa (geboren am 27. Oktober 1973 in Paris) ist ein französischer Pianist, Komponist, Publizist und Hochschullehrer.

## Biographie
Beffas Eltern waren beide Linguisten – Marie-Lise Beffa und Richard Zuber. In den frühen 1980er Jahren war er als Kinderdarsteller in Film und Fernsehen tätig, fallweise auch in Sprechstücken und Opern. Er studierte an der École normale supérieure und danach Ökonomie an der École nationale de la statistique et de l’administration économique und am Trinity College in Cambridge.
Er studierte Harmonielehre, Kontrapunkt, Musiktheorie, Improvisation und Komposition am Conservatoire de Paris. Er gewann dort acht Erste Preise. Seither wird er regelmäßig als Pianist verpflichtet, beispielsweise von Renaud Capuçon, vom Ensemble Kontraste und vom Label Harmonia Mundi. Er begann seine Unterrichtstätigkeit an der Sorbonne und an der École polytechnique. 2003 stellte er seine Doktorarbeit fertig, sie ist György Ligetis Etudes for piano gewidmet. Seit 2004 ist er als Associate Professor an der École normale supérieure tätig.
Als Komponist stellte er mehrere hundert Werke vor, die verschiedenen Sparten zuzuordnen sind – Kammermusik, Orchesterstücke, Chorwerke, Lieder. Seine Werke wurden in ganz Europa, in China und Japan sowie in den Vereinigten Staaten aufgeführt. Von 2006 bis 2009 war er Composer in Residence beim Orchestre National du Capitole de Toulouse. Seine Werke wurden von zahlreichen renommierten Klangkörpern aufgeführt – darunter die Maîtrise de Radio France,  das Orchestre philharmonique de Radio France, Orchestre National de France, Orchestre de Paris und dessen Chor, die Sankt Petersburger Philharmoniker, das London Symphony Orchestra und die Deutsche Kammerphilharmonie Bremen.
Beffa vertonte vier Gedichte der chinesischen Dichterin Li Qingzhao (1084–1155) in englischer Übersetzung. Die Komposition trägt den Titel Fragments of China und wird beschrieben als „Zyklus der Liebe, wie die vier Jahreszeiten: Begegnung, erste Gefühle, gegenseitige Liebe, Entliebung und Verlassenwerden“.
Er erhielt zahlreiche Auszeichnungen.

## Publikationen
- Comment parler de musique ? : [Inaugurationsvorlesung vom 25. Oktober 2012], Paris, Collège de France/Fayard, 6. Februar 2013, ISBN 978-2-213-67200-7.
- Mit Cédric Villani: Les coulisses de la création. Flammarion, Paris 14. November 2015, ISBN 978-2-08-136070-9.
- György Ligeti, Paris, Fayard, 18. Mai 2016, ISBN 978-2-213-70124-0.
- Les nouveaux chemins de l’imaginaire musical. Collège de France, coll. « Conférences », Paris 2016, ISBN 978-2-7226-0433-9.
- De quelques bons et mauvais usages de l’imposture en musique comme ailleurs, revue Approches, Juni 2016, ISBN 978-2-919630-17-2.
- Parler, composer, jouer, Sept leçons sur la musique, Paris, Seuil, 9. März 2017, ISBN 978-2-02-135234-4.
- Mit Sylvain Tesson, Luc Ferry, Michela Marzano, Claudia Senik, Boris Cyrulnik, Leili Anvar: Sept voix sur le bonheur, 23. Februar 2017, ISBN 978-2-84990-493-0.
- Diabolus in Opéra, composer avec la voix, Paris, Alma, coll. « Concerto », Januar 2018, ISBN 978-2-36279-253-3.
- Par volonté et par hasard, Théorie et pratique de la création musicale, Paris, Éditions de la Sorbonne, coll. « Itinéraires », 2018, ISBN 979-10-351-0048-3.
- Vorwort zu János Garay: Háry János, le vétéran, Poème original de János Garay, Paris, éditions du félin, 14. Juni 2018, ISBN 978-2-86645-876-8.
- Mit Jacques Perry-Salkow: Anagrammes à quatre mains, Une histoire vagabonde des musiciens et de leurs œuvres, Actes Sud, November 2018.
- Mit Aleksi Cavaillez, Guillaume Métayer: Ravel, Un imaginaire musical, roman graphique, Seuil/Delcourt, August 2019.
- Mit Emanuele Coccia, Charline Coupeau, Erik Gonthier, Julia Hetta, Amin Jaffer, Dominique Jakob, Marc Jeanson, Brendan MacFarlane, Frédéric Malle, Carole Martinez, Sophie Pelletier, Evelyne Possémé, Benoît Repellin, Joana Vasconcelos: L’Âme du bijou, Flammarion, Paris 13. Oktober 2021.
- Saint-Saëns au fil de la plume, Paris, Premières Loges, 24. November 2021.
- L'autre xxe siècle musical. Buchet-Chaste, Paris 2022.
- Mit Guillaume Métayer: Le Mystérieux Boléro. Sol et Rémi avec Ravel. Seghers, Paris 2022.
- Mit Guillaume Métayer: Le Bal au clair de lune. Sol et Rémi avec Beethoven, Seghers, Paris 2022.
- Mit Guillaume Métayer: Le Château de Monsieur Gymnopède, Sol et Rémi avec Satie, Seghers, Paris 2023.